# El Plomo
El cerro El Plomo és el punt més alt visible des de la ciutat de Santiago de Xile. És una de les majors metes dels andinistes de Santiago.
Va ser nomenat Guardian pels Inques, i en els seus vessants s'han trobat diverses restes que adonen de la seua importància com centre cerimonial. La troballa més important, és la mòmia d'un xiquet de 9 anys, trobada l'1 de febrer de 1954; el xiquet hauria estat sacrificat per a transformar al turó en un lloc sagrat.
El vessant sud es troba cobert en part per la Glacera Iver, donant-li la seua forma característica de "casc", dificultant l'ascens per aquest costat i abastint d'aigua al estero Molina, que a l'ajuntar-se amb el Estero Yerba Loca, forma el Riu Mapocho.
A més, el Turó el plom abasteix d'aigua a el Riu Maipo.

## Característiques

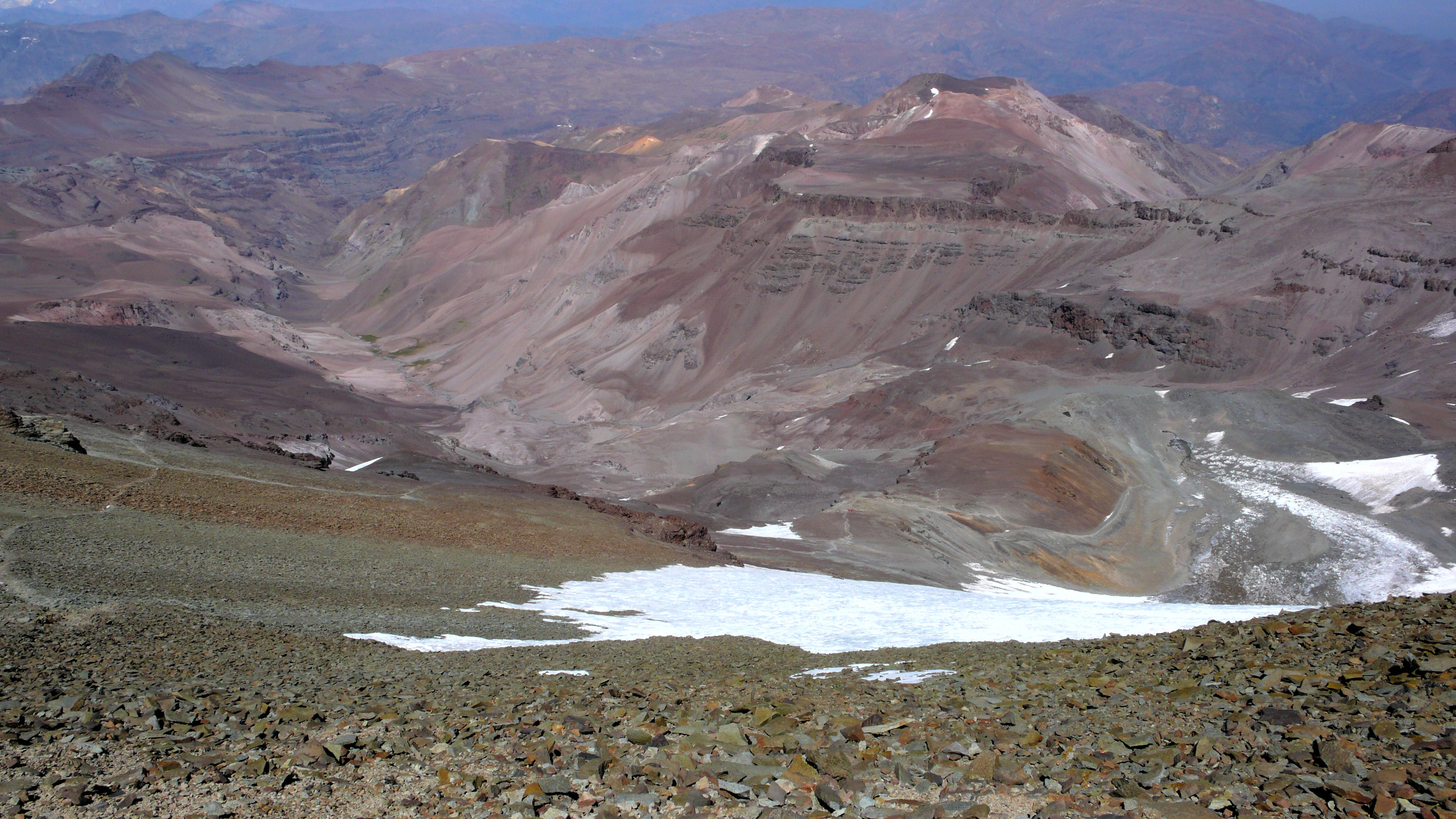
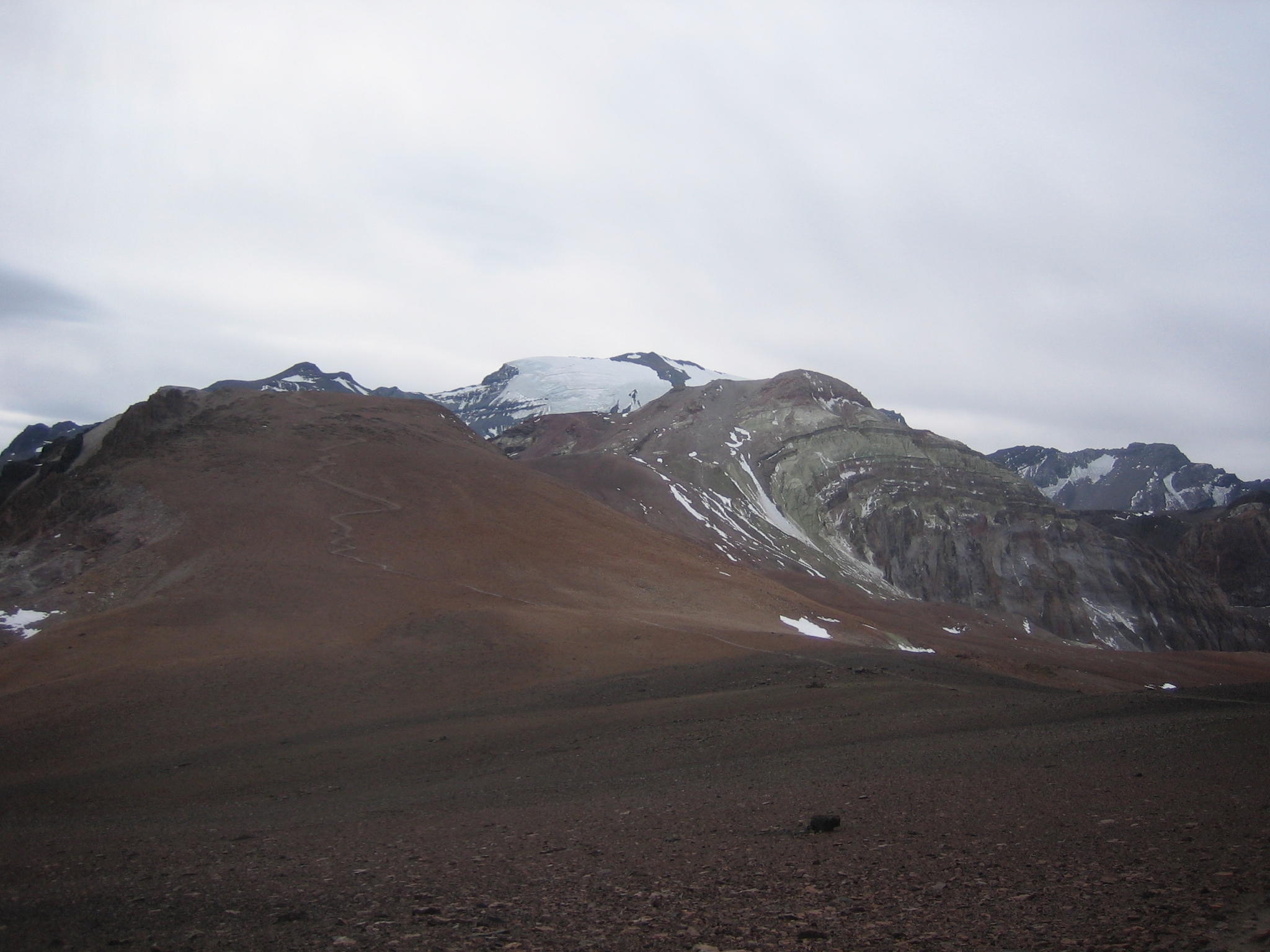
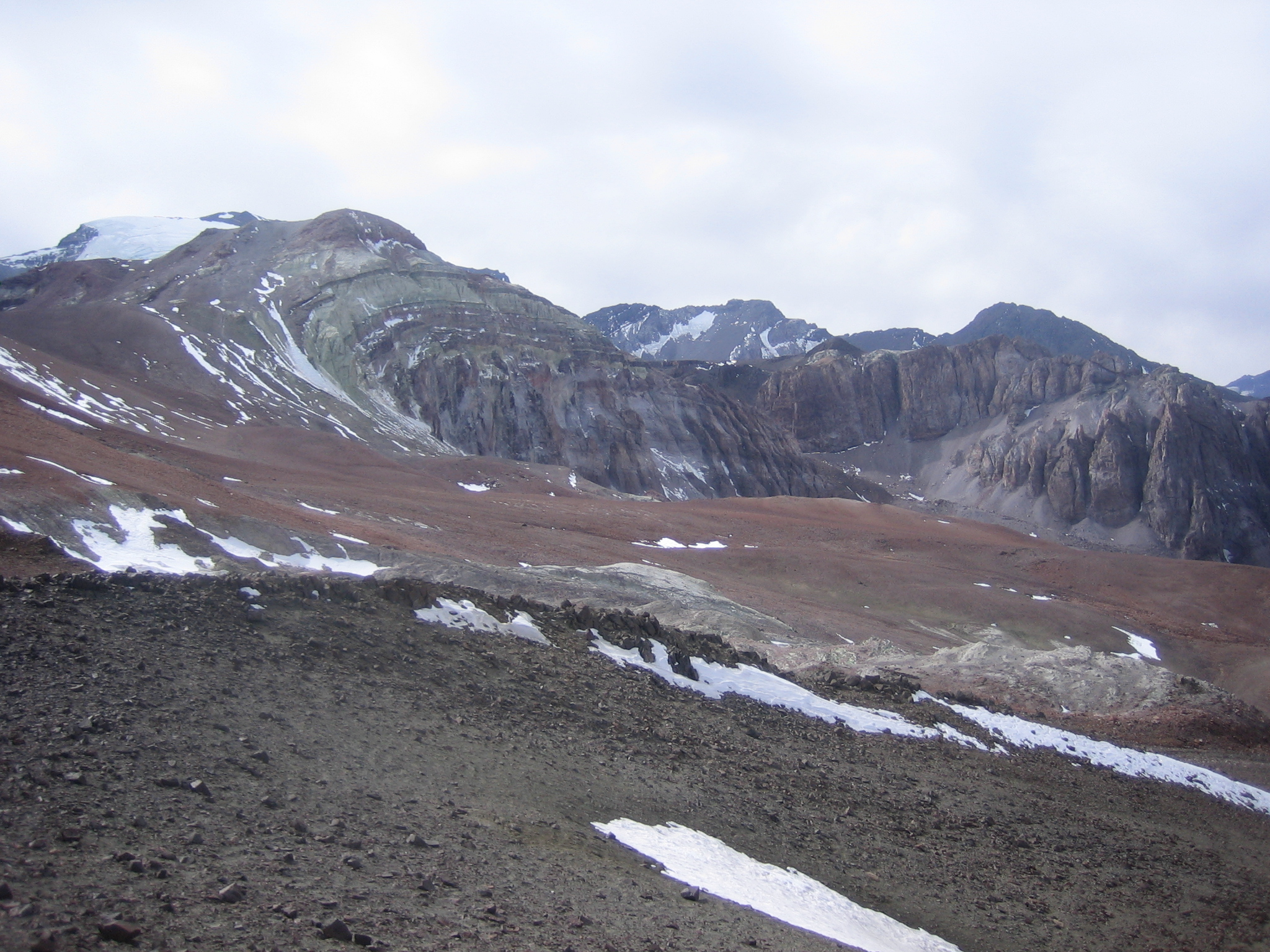
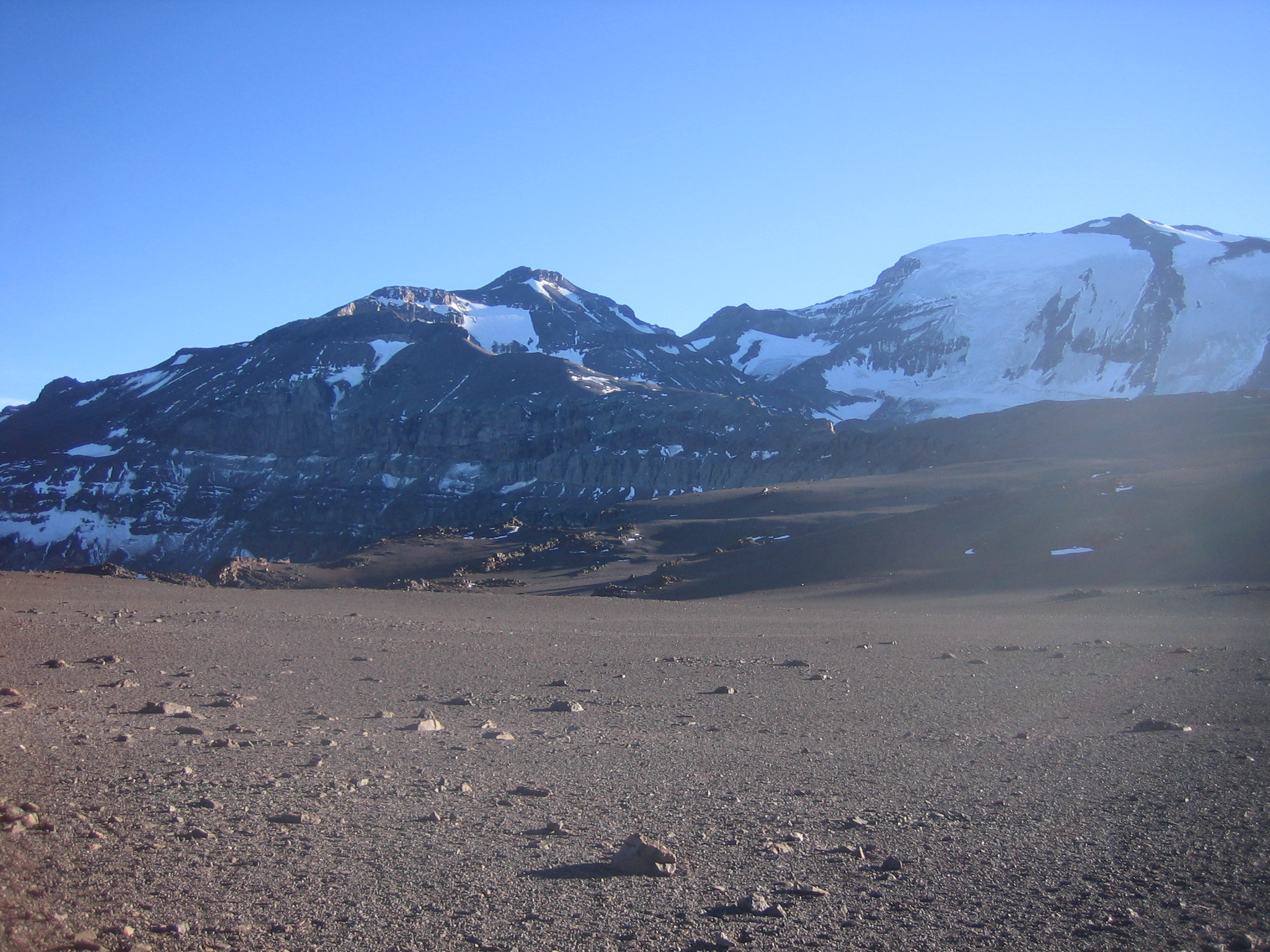